# آرثر ميغن
كان آرثر ميغن (16 يونيو 1874 – 5 أغسطس 1960) محاميًا وسياسيًا كنديًا شغل منصب رئيس الوزراء الكندي رقم 9 منذ شهر يوليو من عام 1920 حتى ديسمبر من عام 1921 ومن شهر يونيو حتى ديسمبر من عام 1926. وترأس حزب المحافظين منذ عام 1920 حتى عام 1926 ومنذ عام 1941 حتى عام 1942.
وُلد ميغن في سانت ماريز، أونتاريو. كانت أسرته تنحدر من بوفيفاغ بالقرب من دونغيفن في مقاطعة لندنديري، آيرلندا الشمالية. درس ميغن الرياضيات في جامعة تورنتو ومن ثمن نال تدريبه ليصبح محاميًا. بعد نيله التأهيل لممارسة المحاماة، انتقل إلى بورتاج لا بريري، مانيتوبا. وصل ميغن إلى مجلس العموم الكندي في عام 1908 حين كان يبلغ من العمر 34 عامًا، وعُين في عام 1913 ضمن حكومة رئيس الوزراء روبرت بوردن. تحت رئاسة بوردن، شغل ميغن منصب المحامي العام (1913 – 1917) ووزير الخارجية الكندي (1917) ووزير المناجم (1917، 1919-1920) ووزير الداخلية (1917-1920) ووزير العلاقات بين التاج والسكان الأصليين (1917-1920).
في عام 1920 خلف ميغن بوردن كرئيس لحزب المحافظين وكرئيس للوزراء، وقد كان أول رئيس بعد الاتحاد الكندي والرئيس الوحيد من قضاء مانيتوبا. تلقى ميغن هزيمة ثقيلة في انتخابات العام 1921 من ماكينزي كينغ والحزب الليبرالي، إلا أنه تمكن من الوصول إلى البرلمان مجددًا من خلال انتخابات تكميلية في عام 1922، وبقي في البرلمان كزعيم للمعارضة. في انتخابات العام 1925، فاز المحافظون بأكثرية المقاعد، وبعدد مقاعد أقل ب8 فقط لتشكيل حكومة أغلبية، إلا أن ماكينزي كينغ قرر التمسك بالسلطة بدعم من التقدميين. أتت ولاية ميغن الثانية القصيرة بصفته رئيسًا للوزراء نتيجة لأزمة كينغ بينغ، إذ دعي إلى تشكيل حكومة بعد رفض طلب تقدم ماكينزي كينغ للانتخابات وتقديمه استقالته. وسرعان ما خسر اقتراح حجب الثقة وواجه انتخابات فيدرالية أخرى. خسر ميغن مقعده وخسر المحافظون 24 مقعدًا مع استعادة ليبراليي ماكينزي كينغ للسلطة.
بعد هزيمته في انتخابات عام 1926، قدم ميغن استقالته كزعيم للحزب وتخلى عن العمل السياسي لكي يعود إلى ممارسة المحاماة. عُين في مجلس الشيوخ في عام 1932 وشغل تحت قيادة آر. بي. بينيت منصب رئيس الحكومة في مجلس الشيوخ ووزيرًا من دون حقيبة وزارية حتى عام 1935. في عام 1941، عن عمر ال67، أصبح ميغن زعيم المحافظين لمرة ثانية بعد استقالة روبيرت مانيون. وحاول الوصول إلى مجلس العموم من جديد عن طريق انتخابات تكميلية، إلا أنه تلقى هزيمة من قبل مرشح اتحاد الكومنولث التضامني وتقدم باستقالته كزعيم بعد فترة قصيرة من ذلك.

## نشأته
ولد ميغن لجوزيف ميغن وماري جان بيل في مزرعة بالقرب من قرية آندرسون في مقاطعة بلانشارد، أونتاريو. التحق بمدرسة بلانشارد الابتدائية العامة في آندرسون، حيث كان طالبًا مجتهدًا إضافة إلى كونه حفيد مدير المدرسة الأول في القرية. في عام 1892، خلال سنته الأخيرة في المدرسة الثانوية في معهد كلية سانت ماريز، التي ستُعرف لاحقًا بمدرسة نورث وورد العامة في سانت ماريز (تُعرف اليوم بمدرسة آرثر ميغن العامة)، انتُخب ميغن أمينًا للمجتمع الأدبي وكان مناظرًا خبيرًا في مجتمع مناظرات المدرسة في فترة كانت فيها المناظرات تتمتع بشهرة كبيرة. ونال ميغن درجة شرف المرتبة الأولى في صفوفه في مادة الرياضيات واللغة الإنجليزية واللغة اللاتينية.
التحق ميغن بعد ذلك بكلية الجامعة في جامعة تورونتو، حيث نال درجة بكالوريوس في الرياضيات في عام 1896 وحل في المركز الأول. وفي حين كانا هناك، التقى بويليام ليون ماكينزي مينغ وأصبح منافسًا له، ولم تجمع بين الرجلين، الذين سيشغلان منصب رئيس الوزراء، أي علاقة ودية منذ البداية. ومن ثم نال ميغن مؤهلاته التعليمية من جامعة أونتاريو العادية.
في عام 1904، تزوج ميغن إيزابيل جي. كوكس، التي أنجب منها ولدين وابنة واحدة.

## المسيرة المهنية الاحترافية الباكرة
انتقل ميغن إلى ماتيبونا بعد وقت قصير من إتمامه لدراسته في مدرسة القانون. وفي بداية مسيرته المهنية الاحترافية، اختبر ميغن مهنًا عديدة، بما في ذلك العمل كمدرس وكمحام وكرجل أعمال، قبل أن ينخرط في السياسة كعضو في حزب المحافظين. في الحياة العامة، كان ميغن مناظرًا من الدرجة الأولى، وقد قيل إنه كان يشحذ خطبه بإلقاء محاضرات أمام مقاعد فارغة بعد نهاية الحصص. وقد كان ذائع الصيت بسبب ذكائه الحاد. أسس ميغن ممارسة للقانون في بورتاج لا بريري وكان لفترة قصيرة شريكًا لتوبي سيكسميث.

## المسيرة السياسية الباكرة
في البداية انتُخب ميغن لمجلس العموم الكندي في عام 1908، عن عمر ال34، بعد هزيمته ضد صاحب المنصب جون كراوفورد حين فاز بمقعد قضاء مانيبوتا عن مدينة بورتاج لا بريري. في عام 1911، فاز بإعادة انتخابه هذه المرة كعضو في الحزب الحاكم الجديد. وفاز بالانتخابات مرة أخرى في عام 1913، بعد أن عيّن محاميًا عامًا.
عادت خطب ميغن العنيفة والساخرة والمتحزبة عليه بمناصرين بين أعضاء البرلمان في حزب المحافظين ممن لا يشغلون منصبًا في الحكومة أو المعارضة الذين رأوا فيه رجلًا صاحب مبادئ ومطلعًا ومنطقيًا. وقد فاز بأتباع بين أعضاء الحزب الذين كانوا يشعرون بأن حكومة بوردن كانت بلا هدف.

## وزير في الحكومة
شغل ميغن منصب المحام العام منذ 26 يونيو 1913 حتى 25 أغسطس 1917 حين عين وزير المناجم ووزير خارجية كندا. في عام 1917، كان مسؤولًا بشكل أساسي عن تطبيق الخدمة العسكرية الإلزامية نتيجة لأزمة التجنيد الإلزامي لعام 1917. وما كان جديرًا بالملاحظة هو قرار الحكومة منح الحق في التصويت لمؤيدي التجنيد (الجنود وعائلاتهم)، في حين حرم القرار من حق التصويت المعارضين المحتملين للتجنيد كالمهاجرين. غُيرت حقائب ميغن الوزارية من جديد في 12 أكتوبر 1917، وقد نقلت هذه المرة إلى مناصب وزير الداخلية ووزير العلاقات بين التاج والسكان الأصليين.
أعيد انتخابه في الانتخابات الفيدرالية لشهر ديسمبر من عام 1917، التي هزمت فيها حكومة الوحدويين التي ترأسها بوردن (ائتلاف الحرب العالمية الأولى) معارضة ليبراليي لاورير في صراع مسألة التجنيد.
بصفته وزيرًا للداخلية، دفع ميغن في البرلمان بأكبر سلسلة تشريعات سُنت في الإمبراطورية البريطانية على الإطلاق: دمج عدد من سكك الحديد المفلسة والعاجزة عن الدفع ضمن شركة سكة الحديد الوطنية الكندية، التي ما تزال مستمرة حتى يومنا هذا.
في عام 1919، وبصفته وزير العدل بالوكالة وكبير الوزراء عن قضاء مانيبوتا في حكومة السير روبرت بوردن، ساعد ميغن في قمع الإضراب العام في وينيبيغ. بعد مدة قصيرة على نهاية الإضراب، سنّ تعديل المادة رقم 98 من القانون الجنائي بهدف حظر الارتباط بمنظمات تعد مثيرة للشغب. على الرغم من أن المؤرخين عادة ما عزوا إلى ميغن التحريض على مقاضاة قادة إضراب وينيبيغ، رفض ميغن في الواقع مطالب لجنة المواطنين في أن تتدخل أوتاوا حين رفضت الحكومة الإقليمية في مانيبوتا مقاضاتهم. وقد تطلب الأمر عودة تشارلز دوهيرتي، وزير العدل، إلى أوتاوا في أواخر يوليو من عام 1919 لتتمكن لجنة المواطنين من الحصول على الأموال الفيدرالية للمضي قدمًا بحملتها ضد العمال.
أعيد تعيين ميغن وزيرًا للمناجم في آخر أيام العام 1920.

## رئيس الوزراء 1920-1921
أصبح ميغن زعيمًا لحزب المحافظين والوحدويين، ورئيسًا للوزراء في 10 يوليو من عام 1920، حين تقدم بوردن باستقالته ورفض ويليام توماس وايت دعوة الحاكم العام لتعيينه رئيسًا للوزراء. خلال ولايته الأولى، شغل منصب رئيس الوزراء لنحو عام ونصف.
خاض ميغن معركة الانتخابات لعام 1921 تحت شعار الحزب المحافظ الليبرالي الوطني في محاولة للحفاظ على ولاء الليبراليين الذين كانوا قد أيدوا حكومة الوحدويين في الحرب العالمية الأولى. وعلى الرغم من ذلك، تسببت أفعاله في تطبيق التجنيد بضرر على الدعم الضعيف مسبقًا لحزبه في كيبيك، في حين جعله الإضراب العام في وينيبيغ والرسوم الجمركية على الزراعة يخسر شعبيته بين العمال والفلاحين على حد سواء. تعرض الحزب لهزيمة من قبل الليبراليين، الذين قادهم ويليام ليون ماكنزي كينغ. وتعرض ميغن لهزيمة شخصية في بورتاج لا بريري في الوقت الذي تراجع فيه حزبه إلى المرتبة الثالثة على الصعيد الوطني خلف حزب التقدميين المشكل حديثًا.

## المعارضة 1921 – 1926
واصل ميغن قيادة حزب المحافظين (الذي عاد إلى اسمه التقليدي) وأعيد إلى البرلمان في عام 1922، بعد الفوز بانتخابات تكميلية في قضاء شرق أونتاريو التابع لمدينة غرينفيل.
على الرغم من حلول حزبه في المركز الثالث، أصبح ميغن زعيم المعارضة بعض رفض التقدميين لفرصة أن يصبحوا المعارضة الرسمية.